# Irene Nagy-Klimovski
Irene Hector Nagy-Klimovski, ortografiat uneori Irina Nagy-Klimovschi sau Ilona Nagy-Klimowski (n. 1936, în Târgu Mureș - d. 2001), este o fostă mare handbalistă care a jucat pentru echipa națională a României pe postul de portar. Ea este până în prezent cea mai titrată jucătoare de handbal din România care a evoluat pe acest post, fiind deținătoare a două titluri mondiale la handbal în 11 jucătoare și a unui titlu mondial la handbal în 7 jucătoare. De asemenea, ea a câștigat de două ori Cupa Campionilor EHF, o dată cu Știința București și a doua oară cu Rapid București. Antrenorul emerit Constantin Popescu Pilică o consideră pe Nagy-Klimovski cel mai bun portar al României, alături de Luminița Huțupan-Dinu.
În total, Irene Nagy-Klimovski a acumulat 152 de selecții în naționala României, din care 136 la naționala de senioare, pentru care a și înscris două goluri.
După retragerea din activitate, Irene Nagy-Klimovski a făcut parte din Comitetul Federal al Federației Române de Handbal și din Comisia Centrală de Juniori.

## Palmares
Echipa națională
- Campionatul Mondial (în 7 jucătoare):
  -  Medalie de aur: 1962

- Campionatul Mondial (în 11 jucătoare):
  -  Medalie de aur: 1956, 1960

Club
- Cupa Campionilor Europeni:
  -  Câștigătoare: 1961, 1964

## Distincții individuale
Irene Nagy-Klimovski a fost nominalizată cel mai bun portar și selecționată în All-Star Team la Campionatele Mondiale în 11 jucătoare din 1956 și 1960.
În 1956, ea a fost declarată Maestru al Sportului, iar în 1960 Maestru Emerit al Sportului.